# Juan Corona

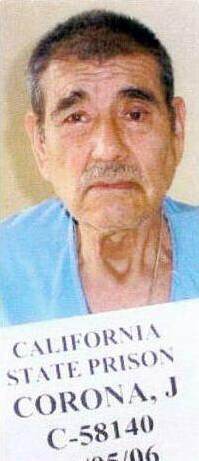
Juan Corona ve svých 77 letech.

Juan Vallejo Corona (7. února 1934 – 4. března 2019) byl mexický sériový vrah, který byl odsouzen za vraždy 25 farmářů. Oběti byly nalezeny v mělkých hrobech v broskvoňovém sadu podél řeky Feather River v Sutter County v Kalifornii ve Spojených státech v roce 1971. V té době patřil tento případ k nejznámějším v USA.
Až do nalezení obětí Deana Corlla dva roky po jeho odsouzení byl Corona nejaktivnějším sériovým vrahem v Americe.
Corona byl v roce 1973 odsouzen za 25 vražd prvního stupně. Odvolací soud v roce 1978 zrušil rozsudek na základě neschopnosti obhajoby a nařídil nový proces. Avšak v roce 1982 byl shledán vinným. Byl odsouzen k odnětí svobody na doživotí a zemřel v roce 2019 přirozenou smrtí.

## Život
Juan Corona se narodil v Autlánu v Jaliscu v Mexiku 7. února 1934. V roce 1950 se ve svých 16 letech přestěhoval do Spojených států do Sacramento Valley.
Po třech letech se přestěhoval do Yuba City na popud svého nevlastního bratra Natividada a našel si práci na místním ranči. V roce 1953 si vzal Gabrielu E. Hermosillovou. Se svou následující manželkou Glorií I. Morenovou měl 4 dcery.
Na konci prosince roku 1955 jeho město zasáhla jedna z nejničivějších povodní v historii Severní Kalifornie. Voda prorazila místní přehradu, zaplavila 400 kilometrů čtverečních a zabila 74 lidí. Tato událost nejspíše u Corony spustila epizodu schizofrenie. Dne 17. ledna 1956 byl hospitalizován v DeWitt State Hospital v Kalifornii, kde byl diagnostikován s paranoidní schizofrenií. Corona následně prošel rozšířenou šokovou terapií. Po třech měsících byl poslán do Mexika a prohlášen vyléčeným.
V roce 1962 se vrátil do USA, kde začal pracovat na svém alkoholismu. Kromě svých epizod schizofrenie a sklonům k násilí byl Corona považován za pracovitého člověka. V roce 1970 byl znovu přijat do DeWitt State Hospital. Po roce požádal o invalidní důchod, jeho žádost však byla zamítnuta.

## Oběti
Všechny jeho oběti byli muži bílé pleti ve věku od 47 do 64 let. Většina z nich měla zápis v trestním rejstříku a všichni kromě jednoho byli pobodáni nebo rozsekáni nožem či mačetou.

## Důkazy
V květnu 1971 si místní farmář všiml čerstvě vykopané jámy v jeho broskvoňovém sadu, která byla následující den zakopána. V této jámě bylo následně nalezeno pobodané a rozsekané mužské tělo. V jednom z hrobů se nalezly dvě účtenky za maso s podpisem Corony. V dalších dvou se nalezly bankovní dokumenty, kde bylo jméno i adresa Juana Corony. Tyto důkazy výrazně pomohly s vyšetřováním. Jeden ze svědků později vypověděl, že jedna z obětí byla naposledy viděna s Coronou v jeho dodávce.
Ráno 26. května vkročila policie do jeho domu, který prohledala a Coronu zatkla. V domě se nalezly nože od krve, mačeta, pistole, krvavé oblečení a seznam 34 lidí obsahující 7 již známých obětí. Corona přijímal zaměstnance a mnoho z nich ubytovával právě na ranči, kde se nalezla většina obětí.